# Kiverți
Kiverți (în ucraineană Ківерці, în poloneză Kiwerce) este orașul raional de reședință al raionului Kiverți din regiunea Volînia, Ucraina. În afara localității principale, nu cuprinde și alte sate.

## Demografie
Componența lingvistică a orașului Kiverți
     Ucraineană (97,05%)
     Rusă (2,71%)
     Alte limbi (0,16%)
Conform recensământului din 2001, majoritatea populației orașului Kiverți era vorbitoare de ucraineană (97,05%), existând în minoritate și vorbitori de rusă (2,71%).

## Istoric
Imperiul Rus 1870–1917

 Republica Polonă 1920–1939

 Uniunea Sovietică (ocupația) 1939–1941

 Imperiul German (ocupația) 1941–1944

 Uniunea Sovietică (ocupația) 1944–1945

 Uniunea Sovietică 1945–1991

 Ucraina 1991–prezent 